# Krisztián Pogacsics
Krisztián Pogacsics (n. 17 octombrie 1985, Zalaegerszeg) este un fotbalist maghiar, care evoluează pe postul de portar la clubul din țara sa natală, Puskás Akadémia.